# オオユリワサビ
オオユリワサビ（大百合山葵、学名：Eutrema okinosimense）は、アブラナ科ワサビ属の多年草。

## 特徴
地下の根茎はワサビより細く短い。葉柄の基部が肥厚して鱗茎状になる点で同属のユリワサビに似るが、比べて全体的に大型である。花後、花茎は15-70cmに達する。葉は卵心形で、色は鮮やかな淡緑色になり、開花結実後に枯れる。地下の百合根状の鱗茎状に集まった葉柄の基部のみが夏を越し、晩秋に再び葉をだす。夏も葉が枯れない点でユリワサビと大きく異なる。
花期は4-5月。花は白色の十字状の4弁花で、ユリワサビより大きく萼片の長さ3-4.5mm、花弁の長さは6-9mmとなり、ワサビとほぼ同じとなる。

## 分布と生育環境
日本固有種。北海道（南西部）、本州（兵庫県以東の日本海側および島根県隠岐諸島）、四国（徳島県）、九州（福岡県沖ノ島）に分布し、落葉樹林下に生育する。

## 名前の由来
和名オオユリワサビは同属のユリワサビに似て大型であるため。
種小名 okinosimense は、基準標本の採集地が福岡県の沖ノ島であることによる。

## 利用
ワサビ同様山菜とされ、茎や葉、花は、おひたしなどに利用される。

## 「絶滅」とユリワサビとの誤認
オオユリワサビ Eutrema tenue (Miq.) Makino var. okinosimense (Taken.) Ohwi は、学名のとおりユリワサビの変種とされ、基準標本の採集地である福岡県の沖ノ島固有のものとされていた。また、長い間同地で生育が確認されないため、絶滅したものと考えられ、2000年の環境庁（当時、現：環境省）レッドデータブックまでは「絶滅種(EX)」とされていた。しかし、(鳴橋直弘, 梅本康二 & 若杉孝生 2000) によって、オオユリワサビは独立した種 Eutrema okinosimense Taken. であり、また本州の東北地方から九州にかけての日本海側に広く分布しているとされた。このオオユリワサビは東北地方ではこれまでユリワサビと誤認されていたものであった。また、牧野富太郎原著『新分類 牧野日本植物図鑑』のユリワサビのスケッチはオオユリワサビによく似ている、との意見もある。

## ギャラリー

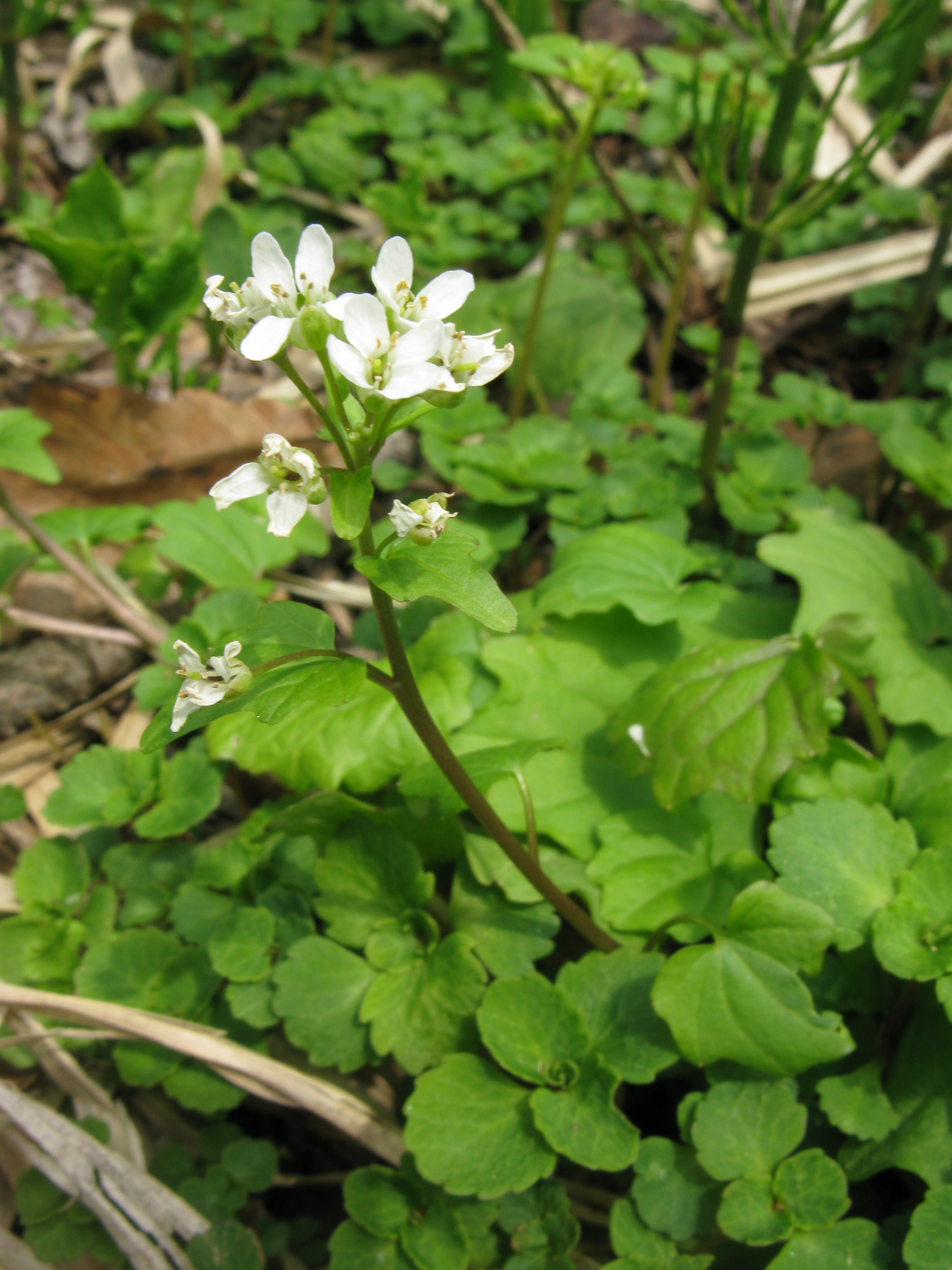
花はユリワサビより大型でワサビと同じ大きさ。
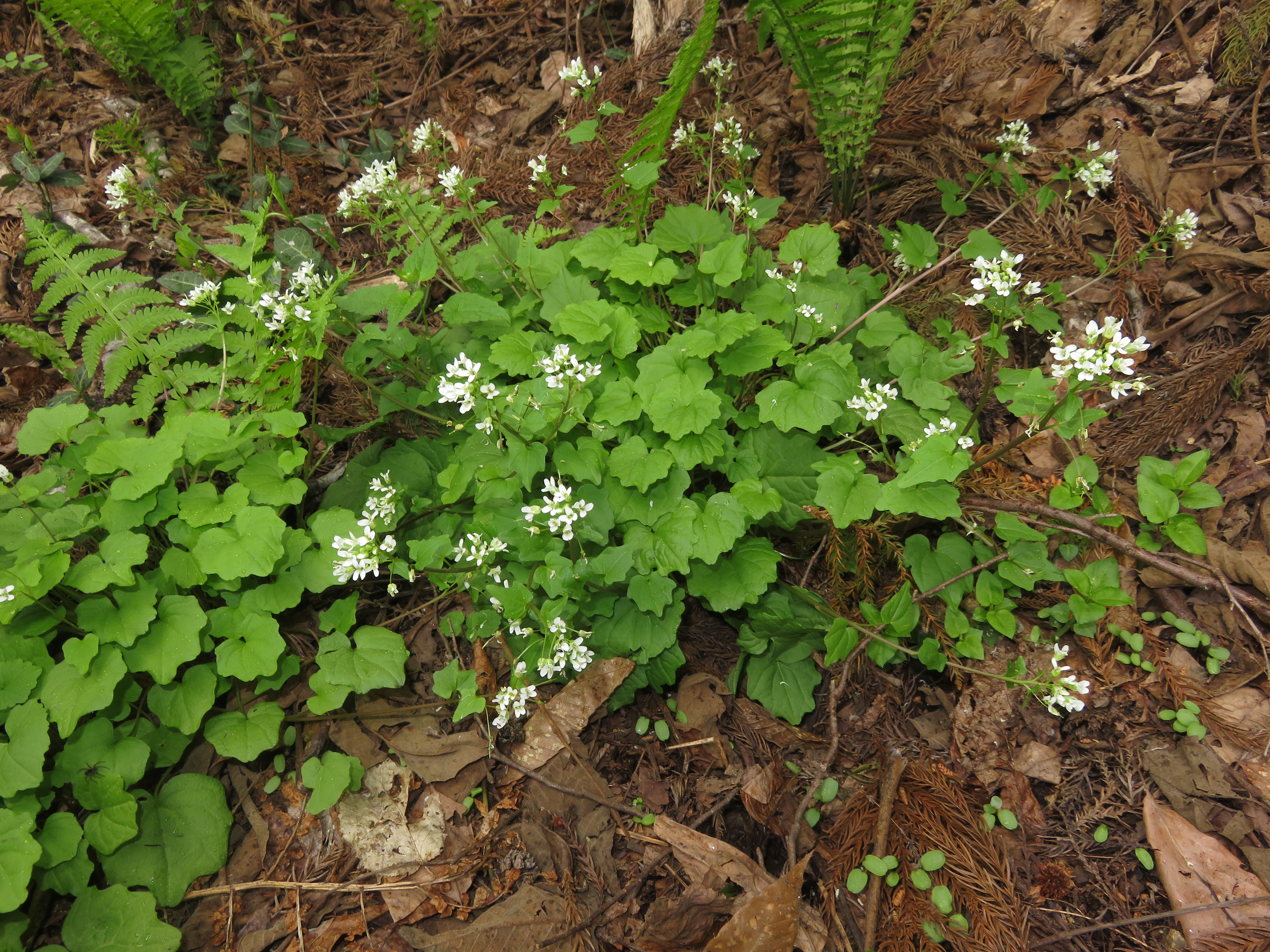
花茎は倒れる（5月上旬）。
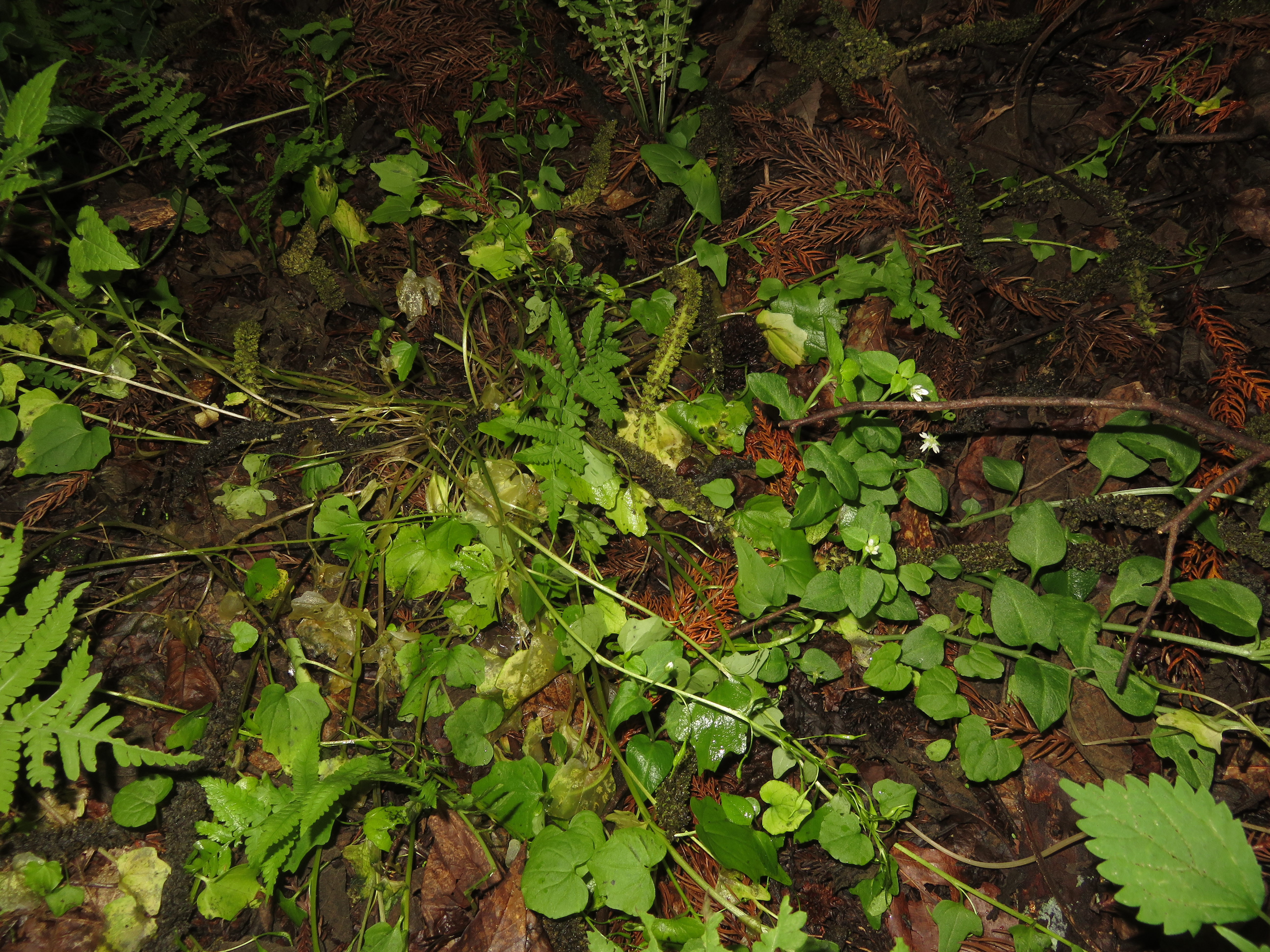
花後、花茎は伸び、夏前に枯れる（6月上旬、左と同一個体）
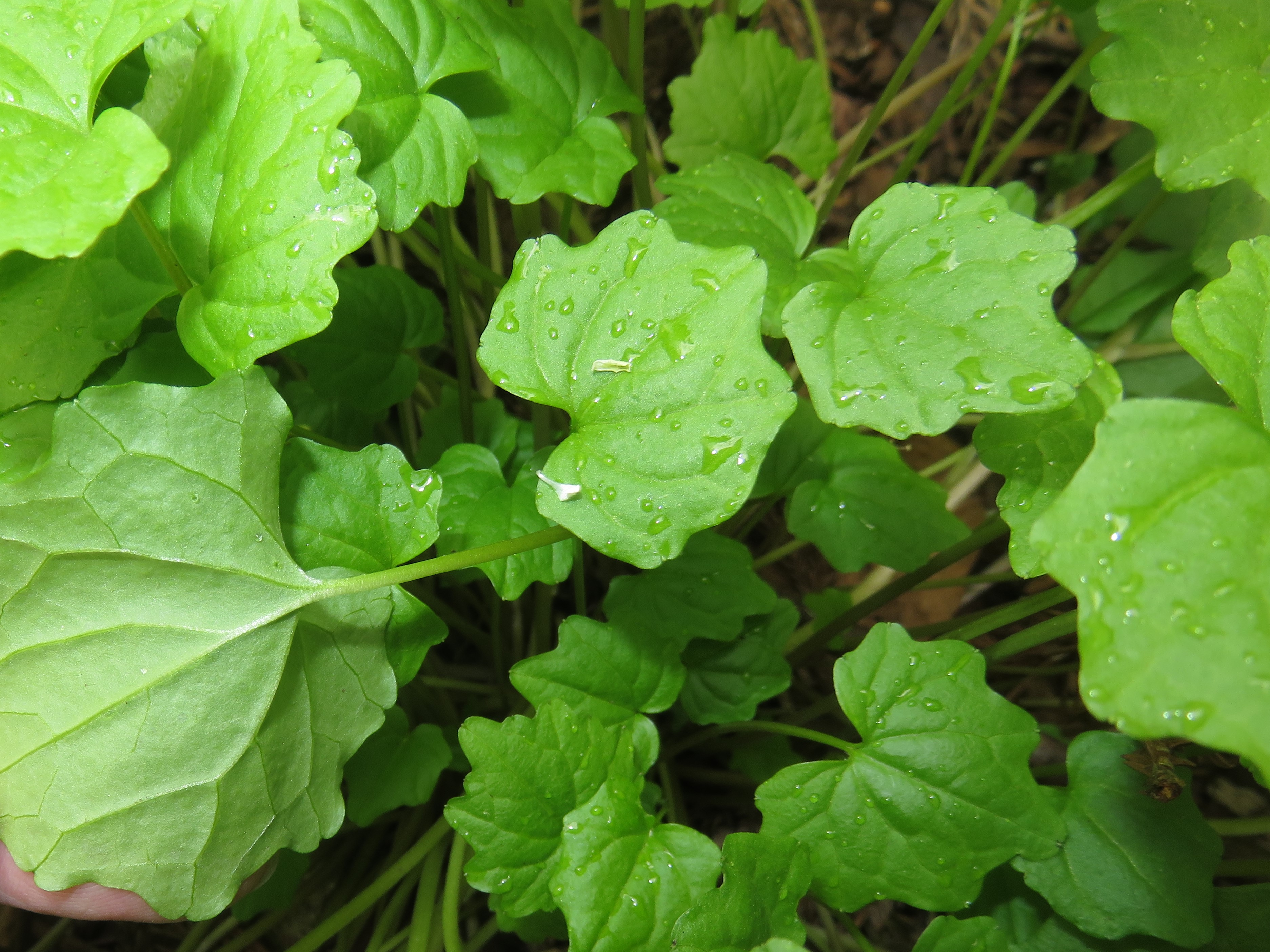
葉は鮮やかな淡緑色。
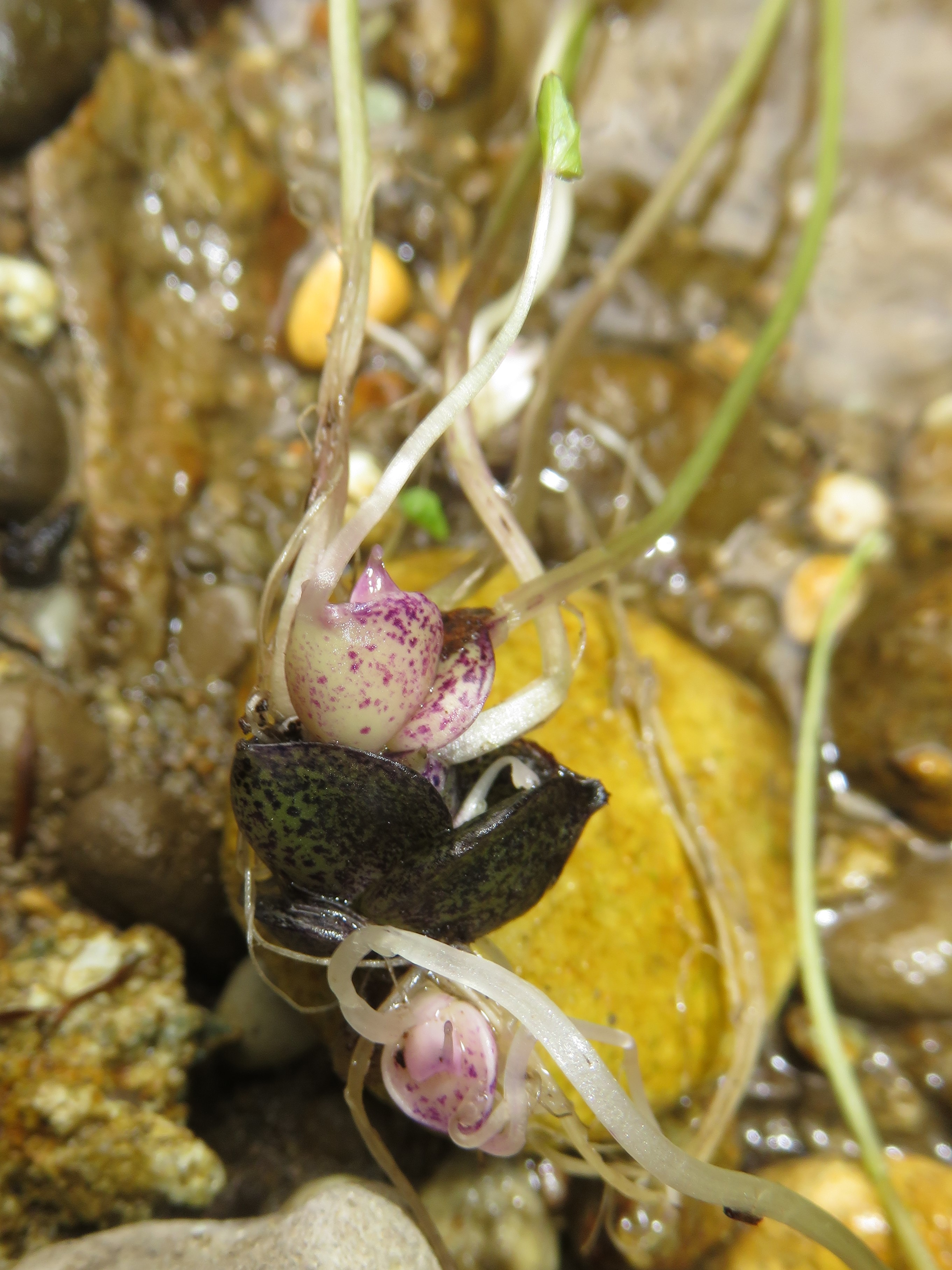
地下の鱗茎葉。
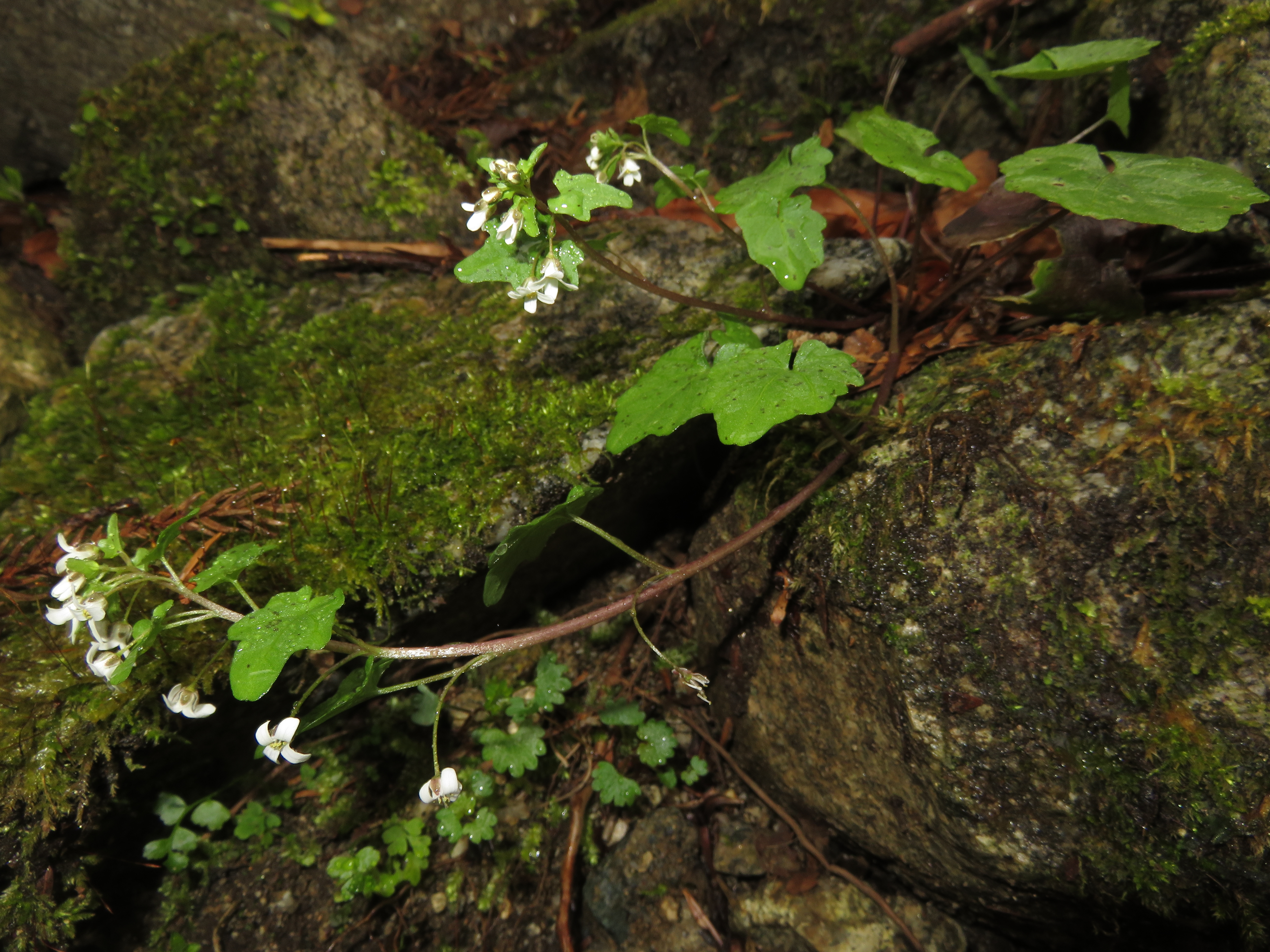
オオユリワサビとは別種のユリワサビ